# ウィークエンド・ラブ
『ウィークエンド・ラブ』（A Touch of Class）は1973年に公開されたイギリスのロマンティック・コメディ映画。製作、監督メルヴィン・フランク。出演はジョージ・シーガル、グレンダ・ジャクソン、ポール・ソルヴィノ、ヒルデガード・ニール。映画はアカデミー賞で作品賞を含む5部門にノミネートされ、グレンダ・ジャクソンが主演女優賞を受賞した。

## キャスト
| 役名           | 俳優                 | 日本語吹替                         |
| 役名           | 俳優                 | 日本テレビ版                       |
| -------------- | -------------------- | ---------------------------------- |
| スティーブ     | ジョージ・シーガル   | 北村総一朗                         |
| ヴィッキー     | グレンダ・ジャクソン | 平井道子                           |
| ウォルター     | ポール・ソルヴィノ   | 村越伊知郎                         |
| グロリア       | ヒルデガード・ニール |                                    |
| 不明 その他    | N/A                  | 峰恵研 大久保正信 石森達幸         |
| 日本語スタッフ |                      |                                    |
| 演出           |                      |                                    |
| 翻訳           |                      |                                    |
| 効果           |                      |                                    |
| 調整           |                      |                                    |
| 制作           | 制作                 | ザック・プロモーション             |
| 解説           | 解説                 | 水野晴郎                           |
| 初回放送       | 初回放送             | 1977年3月16日 『水曜ロードショー』 |